# Тети Ђепаз-Ла Мел (Кунео)
Тети Ђепаз-Ла Мел је насеље у Италији у округу Кунео, региону Пијемонт.
Према процени из 2011. у насељу је живело 27 становника. Насеље се налази на надморској висини од 557 м.